# Idaea holosericeata
Idaea holosericeata là một loài bướm đêm trong họ Geometridae.